# Reserva natural da Cachoeira Wilczki

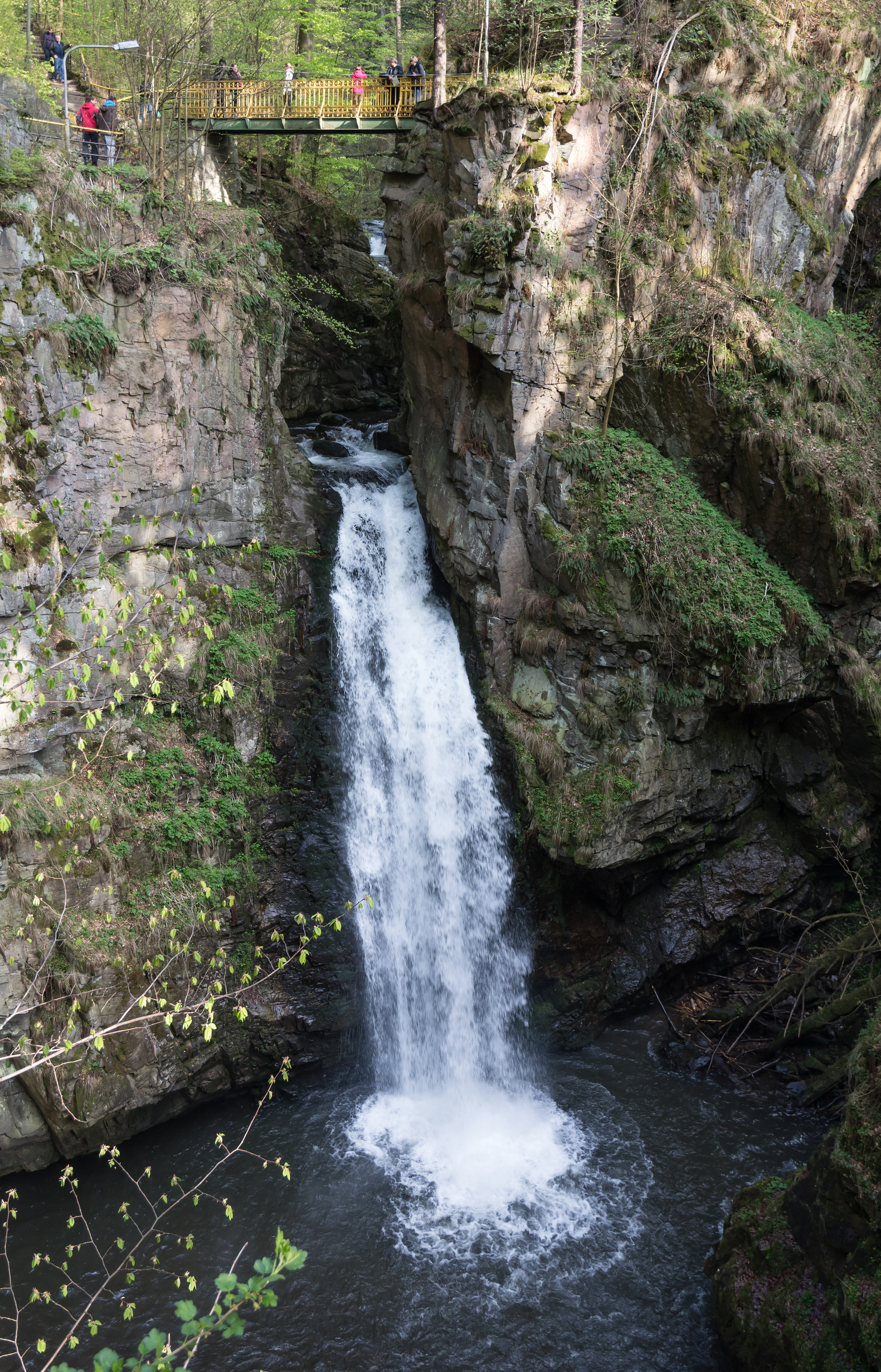
Reserva natural da Cachoeira Wilczki

Reserva natural da Cachoeira Wilczki – uma reserva natural localizada na voivodia de Dolnośląskie, no povoado de Kłodzko, na comuna de Bystrzyca Kłodzka, perto da cidade de Międzygórze.

## Localização e descrição
Está localizado no Parque Natural Śnieżnik, a uma altitude de 570 m acima do nível do mar cerca do no sítio Natura 2000 PLH020016 Montanhas Bialskie e Grupo Śnieżnika SOO.
Fundada em 1958 em uma área de 2,75 ha, a reserva cobre a área ao redor da cachoeira, da caldeira e do desfiladeiro Wilczka. No regulamento de 2012 constava que a área da reserva foi reduzida para 2,65 ha, no entanto, descobriu-se que na elaboração deste regulamento duas subdivisões foram omitidas por erro. Esse erro foi corrigido pela portaria de 2016, que restaurou o valor correto anterior - 2,75 ha.
Na reserva existe uma antiga floresta de faias com uma mistura de pinheiros, sicômoros e abetos. Além do mais, na reserva existem, entre outros, as seguintes espécies de plantas: cardamine glanduligera, galium odoratum, polygonatum verticillatum, prenanthes purpurea, hordeum vulgare, athyrium filix-femina, phegopteris connectilis, dryopteris dilatate,  galeobdolon luteum, festuca altissima, festuca altissima. O microclima frio, escuro e úmido também é propício para a vegetação exuberante de briófitas. O fundo da ravina e sua boca são cobertos de orlas herbáceas com espécies de plantas que amam a umidade, tais como: petasites mill, adenostyles alliariae, cicerbita alpina, lunaria rediviva.

## Cachoeira
Anteriormente também conhecida como Wodogrzmoty Żeromskiego, a Cachoeira Wilczki (alemão: Wölfelsfall) está localizada no rio Wilczka no Maciço Śnieżnik (Sudetes orientais), perto de Międzygórze. A cachoeira tem 22 m de altura e é a segunda maior cachoeira dos Sudetes poloneses, depois da Cachoeira Kamieńczyk. Antes da grande enchente de 1997, a água caía 5 metros mais alto. A enchente então levou embora, como se viu, a soleira construída artificialmente no início do século XIX. Antes de 1945, a cachoeira tinha até 30 m de altura. As águas caem da soleira de aproximadamente 3 m de largura para um pequeno fluxo -por caldeira esculpida em folhelhos de mica menos resistentes. No inverno, forma-se uma queda de gelo espetacular ao redor da cascata.
A cachoeira está relacionada ao surgimento da falha terciária que interrompe o curso do rio. As rochas da soleira e da ravina são feitas de gnaisse de Gierałtowski. A garganta atrás da cachoeira, com cerca de 3 m de largura, 20 m de comprimento e 15 m de profundidade, é chamada de cânion americano. Depois de aproximadamente 300 m, Wilczka flui para um vale muito mais amplo, separado ainda por uma barragem construída aqui em 1908.

## Turismo
A primeira descrição conhecida deste lugar data de 1781 e foi escrita por H. Reisser. O desfiladeiro foi considerado invicto até 1834, quando os oficiais Lutz e von Leuthold o nadaram. Desde o final do século XVIII, era o destino de viagens frequentes organizadas a partir de resorts próximos - Lądek e Długopole-Zdrój. No século XIX, na época da princesa Mariana dos Países Baixos, foi criado um pequeno parque com uma fonte acima da cachoeira, e os arredores foram dispostos no estilo de um jardim romântico. Por iniciativa dos irmãos de Negler, foram construídas escadas, corrimãos e passarelas com acesso aos mirantes e ao fundo do barranco. Naquela época foi cobrada uma taxa para visitar a cachoeira. Nenhum vestígio sobreviveu até hoje após o antigo estabelecimento do parque.
Atualmente, o turismo está aberto ao público dentro dos caminhos demarcados na reserva.
- Pero passa uma trilha turística de Międzygórze à Montanha Igliczna.[4]
- Há uma ponte de aço sobre a cachoeira para os visitantes e um mirante seguro no lado oposto.
- Há dois caminhos de natureza educacional na reserva.
- A várias dezenas de metros da cascata, na estrada para Międzygórze, há um hotel e um parque de estacionamento.[4]